# تریومف بونویل تی۱۲۰
تریومف بونویل تی۱۲۰ (به انگلیسی: Triumph Bonneville T120) یک موتورسیکلت خیابانی بریتانیایی با انجین ۶۴۹ سی‌سی، موتور دوسیلندر، چهارزمانه، هواخنک (بدون‌رادیاتور)، قدرت ۴۶ اسب بخار و نهایت سرعت ۱۷۵ کیلومتر بر ساعت که بین سال‌های ۱۹۵۹ تا ۱۹۷۵ توسط کمپانی مهندسی تریومف تولید می‌شد.

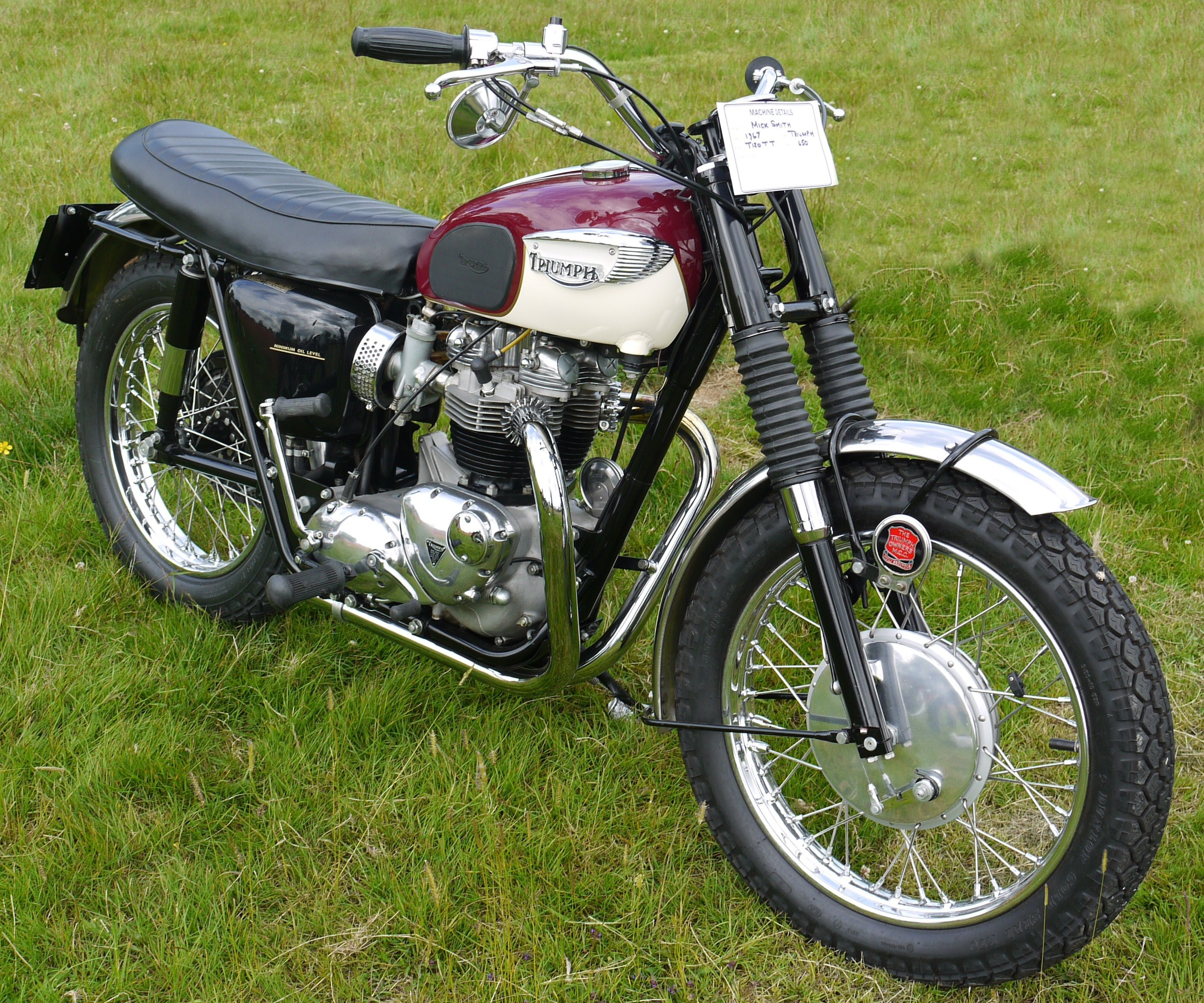
تریومف بونویل تی۱۲۰ مدل ۱۹۶۷